# Herold (Münsterschwarzach)
Herold († 27. bzw. 28. März 1233) war von 1221 bis 1233 Abt des Benediktinerklosters in Münsterschwarzach.

## Münsterschwarzach vor Herold
Herold war der dreiundzwanzigste Abt des Klosters Münsterschwarzach. Die Abtei hatte sich bereits seit dem Anfang des 11. Jahrhunderts als Eigenkloster der Würzburger Bischöfe etabliert. Als ersten Abt setzten diese den Abt Alapold ein, der sich um die Festigung des monastischen Lebens kümmern sollte. Es folgten einige Prälaten, deren Ernennung in Zusammenhang mit den sogenannten Gorzer Reformen standen. Berühmtester dieser Äbte war Egbert von Münsterschwarzach.
Im 12. Jahrhundert übernahmen andere Klöster die Reformbemühungen. Allen voran ging hier das Schwarzwaldkloster Hirsau. Auch Münsterschwarzach wollte an den neuen Erkenntnissen Teil haben und man holte Abt Dietrich I. Die Reformäbte die dem Prälaten folgten ließen neue Klostergebäude errichten und erweiterten den Konvent. Letztendlich hatte die Reform in Münsterschwarzach aber keinen großen Erfolg.

## Leben
Über die Herkunft, Jugend und Ausbildung des Abtes Herold ist nichts Genaues bekannt. Er übernahm die Abtei nach dem Tod seines Vorgängers Dietrich II. im Jahr 1221. Erste überlieferte Amtshandlung ist die Übernahme des Patronatsrechts der Kapelle in Mainsondheim bei Dettelbach, die dem Kloster vom Würzburger Bischof Dietrich von Homburg und seinem Domkapitel in den Jahren 1223 bzw. 1225 bestätigt wurde. Zuvor hatte Friedrich von Scheinfeld diese dem Kloster geschenkt.
Bischof Dietrichs Nachfolger Hermann I. von Lobdeburg führte dann zahlreiche Fehden gegen die Verbündeten Bischöfe von Bamberg, die Grafen von Henneberg und von Castell. Am 22. November 1228 kam es zu einer Schlacht der Konfliktparteien, die auf dem Gebiet des heutigen Stadtschwarzach ausgetragen und bei der die Stadt niedergebrannt wurde. Ebenso wurde das Kloster selbst in Mitleidenschaft gezogen.
Gleichzeitig erweiterte Abt Herold den Klosterbesitz. Eine undatierte Urkunde erwähnt eine Schenkung der Witwe des „Shado“, die der Abtei einen Teil ihrer Weinberge übtrug. Außerdem überliefert ist ein Gemarkungsstreit zwischen dem Zisterzienserkloster Ebrach und der Mainabtei. Ein Wald zwischen Birkenroth und Rombach im Steigerwald war Grund der Auseinandersetzung. Am 27. oder 28. März 1233 verstarb Abt Herold.